# Lištica
Lištica je rijeka koja protječe kroz Široki Brijeg. Ulijeva se u rijeku Neretvu. Lištica je jedina rijeka u Širokom Brijegu, osim manje, rijeke Ugrovače, koja se ulijeva u Lišticu.
Lištica protječe kroz Mostarsko blato, ponire na kraju polja, kod mjesta Polog, te ponovno izvire kao Jasenica u dolini Neretve. Zbog nedovoljnog kapaciteta ponora Lištica je često plavila područje Mostarskog blata.
Široki Brijeg se za vrijeme Jugoslavije zvao Lištica, po ovoj rijeci.

## Vanjske poveznice
|  | Zajednički poslužitelj ima još gradiva o temi Lištica |